# Коситчено
Коситчено (Коситчино)  — деревня  в  Смоленской области России,  в Ельнинском районе. Население — 105 жителей   2007 .  Расположена в юго-восточной части области  в 24 км к югу от города Ельня, у автодороги  Р137 Сафоново — Рославль,  на левом берегу реки Десна. Входит в состав Новоспасского сельского поселения.   

## Экономика
Средняя школа, сельхозпредприятие «Новоспасское», фермерское хозяйство .